# Cryptoparma parvus
Cryptoparma parvus är en insektsart som beskrevs av William D. Funkhouser. Cryptoparma parvus ingår i släktet Cryptoparma och familjen hornstritar. Inga underarter finns listade i Catalogue of Life.